# Kiss Viktor
Kiss Viktor (Budapest, 1976. június 4. –) politológus, ideológiakutató, egyetemi oktató.

## Tanulmányai, munkahelyei
Az Eötvös Loránd Tudományegyetemen politológus, a Szegedi Tudománygyetemen kommunikáció szakos bölcsész diplomát szerzett. A Népszabadság és a Napi Magyarország újságírójaként (1995-98), politikai tanácsadóként dolgozott (1999-2002), jelenleg egyetemi oktatói és kutatói tevékenységet folytat. A Zsigmond Király Főiskola adjunktusa volt (2004-2013). A budapesti Corvinus Egyetem politikatudományi PhD programjában szerzett fokozatot 2012-ben, jelenleg is itt tanít. 2014-től a Magyar Tudományos Akadémia köztestületi tagja. 2016-tól a Budapesti Corvinus Egyetem Politikatudományi Doktori Iskolájában meghívott tag és témavezető. 2016-tól a Politikatörténeti Intézet Társadalomelméleti Műhelyének ösztöndíjas kutatója, a Műhely tudományos programjáért felel. A Fordulat című folyóirat tanácsadó testületének tagja.

## Tudományos tevékenysége
Kiss Viktor a posztmarxizmus egyik első hazai képviselője.

### Korai esszék, könyvek, publicisztikák (1999-2011)
Első írásainak középpontjában az úgynevezett "poszt-baloldali szituáció" elemzése áll. Eszerint a baloldal azért van válságban, mert "az utópia, a lázadás, a politizálás, az alternatíva hagyományos formái – a baloldali, a marxista, a humanista, a progresszív és a társadalomkritikai tradíció – a régi módon reménytelen, használhatatlan és elavult.” Véleménye szerint baloldalnak nem a múlt, a létező szocializmus, hanem a jövő kell, hogy legyen a viszonyítási pontja: "arra az időre  kellene  készülnie,  amikor  a  kapitalizmus  ténylegesen  kiépül  majd régiónkban,  elsősorban  a  globalizáció,  az  elitkritika  és  a  fogyasztói  társadalom  kérdéseire  koncentrálva." Nagy reményeket fűzött az alterglobalizációs mozgalmakhoz is. 2006-ban, az Öszödi beszéd kiszivárgása után megjósolta Orbán Viktor hosszú ideig tartó kormányzását, amelynek okát abban látta, hogy a balliberális oldal a rendszer kritikáját teljes egészében átengedte a jobboldal számára – így a jobboldali populizmus megerősödhetett.  Ezért egy független, baloldali pólus létrehozását sürgette. Ebben az időszakban keletkezett esszéiből és publicisztikáiból jelent meg válogatás Leértékelt társadalom címmel 2009-ben.
2011-ben „Marx & ideológia” címmel jelent meg monográfiája. Ebben amellett érvelt, hogy Marx középponti témája valójában az ideológia volt. Marx érzékelte, hogy nem működik tovább az az út, amely során az értelmiség és a politika nemes eszmények nevében próbálja a társadalom többségét mozgósítani. Ehelyett a feladat az, hogy megértsük az eszmék és gondolatok helyét és működését a társadalmi-politikai változások folyamatában..

### Fontosabb témái és koncepciói (2018-2023)
A kétezres évek végétől a publicista és aktivista tevékenységről a hangsúly egyre inkább a politika- és társadalomelméleti kutatások irányába tolódott munkásságában.
Posztmarxista ideológiakritika 2018-ban jelentette meg Ideológia, kritika, posztmarxizmus. A baloldal új korszaka felé című kötetét, amely elsőként teszi fel azt a kérdést, hogy miért éppen az ideológia lett a posztmarxista irányzat képviselőinek egyik központi témája. A szerző értelmezésében az ideológiakritika vonzereje abban rejlik, hogy betekintést enged a mai nyugati társadalmak alapvető politikai természetébe. Kiss úgy véli, hogy a kapitalizmus – legalábbis a számunkra belátható jövőt tekintve – "nem egy bukásra ítélt termelési mód, hanem egy stabilitásra képes reproduktív rendszer. A kapitalizmusnak nincs eleve elrendelt sorsa, nincs olyan szubjektum, amely szükségszerűen vesztét okozza majd, nincs a rendszernek olyan mértékben negatív stádiuma, amelyben a radikális-forradalmi politika létrejötte elengedhetetlenné válik. A radikális-forradalmi politika megalapozása ezért nem várható többé a kapitalizmus negatívumainak és fenntarthatatlanságának bizonyosságától." Míg a marxista kritika a kapitalizmus működésképtelenségéből születő politikát kívánta megismerni, a posztmarxizmus a kapitalizmust megalapozó és fenntartó politikait kutatja. A szerző elméleti programja abból indul ki, hogy mivel a kapitalizmus egyik legfontosabb eszköze saját működése és fennmaradása szempontjából az ideológia, azt kell megértenünk, hogy a rendszer ideológiái miképpen válhatnak eredeti céljukkal szemben a lázadás és a felszabadulás forrásává. Kiss Viktor korunk legjelentősebb filozófusai kapcsán vizsgálja, az ő koncepcióikban miként jelenik meg ez az átfordulás: ami a rendszert szolgálja, egyszersmind a rendszer sírásójává válik. 
Kívül/Belül 2021-ben jelenik meg Kívül/Belül: egy új politikai logika című munkája.  A mű alapgondolata szerint amikor politikáról gondolkodunk, akkor általában a szegények és gazdagok, a hatalom és a nép, az erősek és gyengék, a tőkések és a munkások közötti hagyományos szembenállásokból indulunk ki. A 2015-ös migrációs válsággal, a Brexit-tel, majd a koronavírus járvánnyal azonban egy új korszakba léptünk, amelyben nem érvényesek többé a régi elméleteink és paradigmáink. Új típusú politikusok emelkedtek fel, mint Orbán Viktor, Nigel Farage, vagy Donal Trump. A könyv fő tézise szerint ezért teljesen más megközelítésre van szükségünk, amennyiben a következő évtizedek közéleti eseményeit várhatóan a privilegizált tereken belül lévők és az azokon kívül rekedtek küzdelmei határozzák majd meg. Kiss azonban még egy lépéssel továbbmegy: szerinte napjaink politikai folyamatainak kulcsa nem az, hogy a befogadottak és a kirekesztettek harcolnak egymással. A lényeg, hogy valójában sohasem tudhatjuk, hogy belül, vagy kívül vagyunk-e, hogy mi lesz a helyzet a következő pillanatban. "Egyrészt szorongunk attól, hogy nem lehetünk eléggé „belül” a kedvezményezett világon, vagy egy óvatlan pillanatban egyenesen kizuhanunk onnan. A jelenlegi változékony munkaerőpiacon az emberek már nemcsak a munkanélküliségtől, de a rossz munkáktól is rettegnek. Másrészt pedig félünk a külső hatásoktól is: nem szeretnénk, hogy ezek érintsenek bennünket, de nem is tudunk mit kezdeni velük. Nem lehetünk eléggé belül, de közben túlságosan kívül vagyunk."  Kiss Viktor szerint az új helyzet, alapja, hogy a kapitalizmus egy új, posztmodern stádiumába lépett, amelyben a Föld különböző részein teljesen más törvényszerűségek működnek. "A tőke különféle zónákra szabdalja a bolygót, melynek során a kulturális kapitalizmus oázisai emelkednek ki a globalizáció sivatagából."
Autonomizmus Kiss Viktor a hazai autonomista politika- és társadalomelmélet első teoretikusa. Értelmezésében az autonómia egy radikális politikai stratégia és egy politikaelméleti megközelítés. Stratégiaként "Az autonomizmus számomra az az irányzat a baloldalon, amely kezdettől arra építette stratégiáját, hogy előbb létre kell hozni az alternatívát a rendszeren belül, és csak ez után lehet leváltani a kapitalizmust valami másra." Tehát nem egy vízió megfogalmazása a cél, majd ennek bevezetése, mert ez az út tévesnek bizonyult és a mai körülmények között nem is járható. Politikaelméletként értelmezve Kiss szerint a mai kapitalizmusban egy sajátos küzdelem zajlik: a tőke folyamatosan azon fáradozik, hogy olyanná váljunk, mint szeretné – dolgozzunk, fogyasszunk, legyünk elszigetelt individuumok és így tovább. A szembenállás akkor jön lére, amikor azt mondja valaki: nem, én nem vagyok ilyen. Azt állíthatjuk, hogy ebben az értelemben a kapitalizmusban a politika nem a gazdaság működésének következménye, hanem annak alapja.

## Kulcsfogalmak
- ideológia
- posztmarxizmus
- globalizáció
- Marxizmus, eszmetörténet
- Posztmodern kapitalizmus
- Kulturális kompozíció
- Autonomizmus

## Könyvei
- A baloldaliság "kísértetei"; ÚMK, Bp., 2004
- Leértékelt társadalom; ÚMK, Bp., 2009
- Marx & ideológia; L'Harmattan, Bp., 2011
- Ideológia, kritika, posztmarxizmus. A baloldal új korszak felé. Napvilág. Bp. 2018
- Marx 200: Interpretációk, irányzatok, iskolák (szerk.) Napvilág. Bp. 2018
- Kívül/Belül Egy új politikai logika. Napvilág. Bp. 2021